# Cerostocepheus trisetosus
Cerostocepheus trisetosus är en kvalsterart som först beskrevs av Balogh 1970.  Cerostocepheus trisetosus ingår i släktet Cerostocepheus och familjen Otocepheidae. Inga underarter finns listade i Catalogue of Life.